# バート・エムス

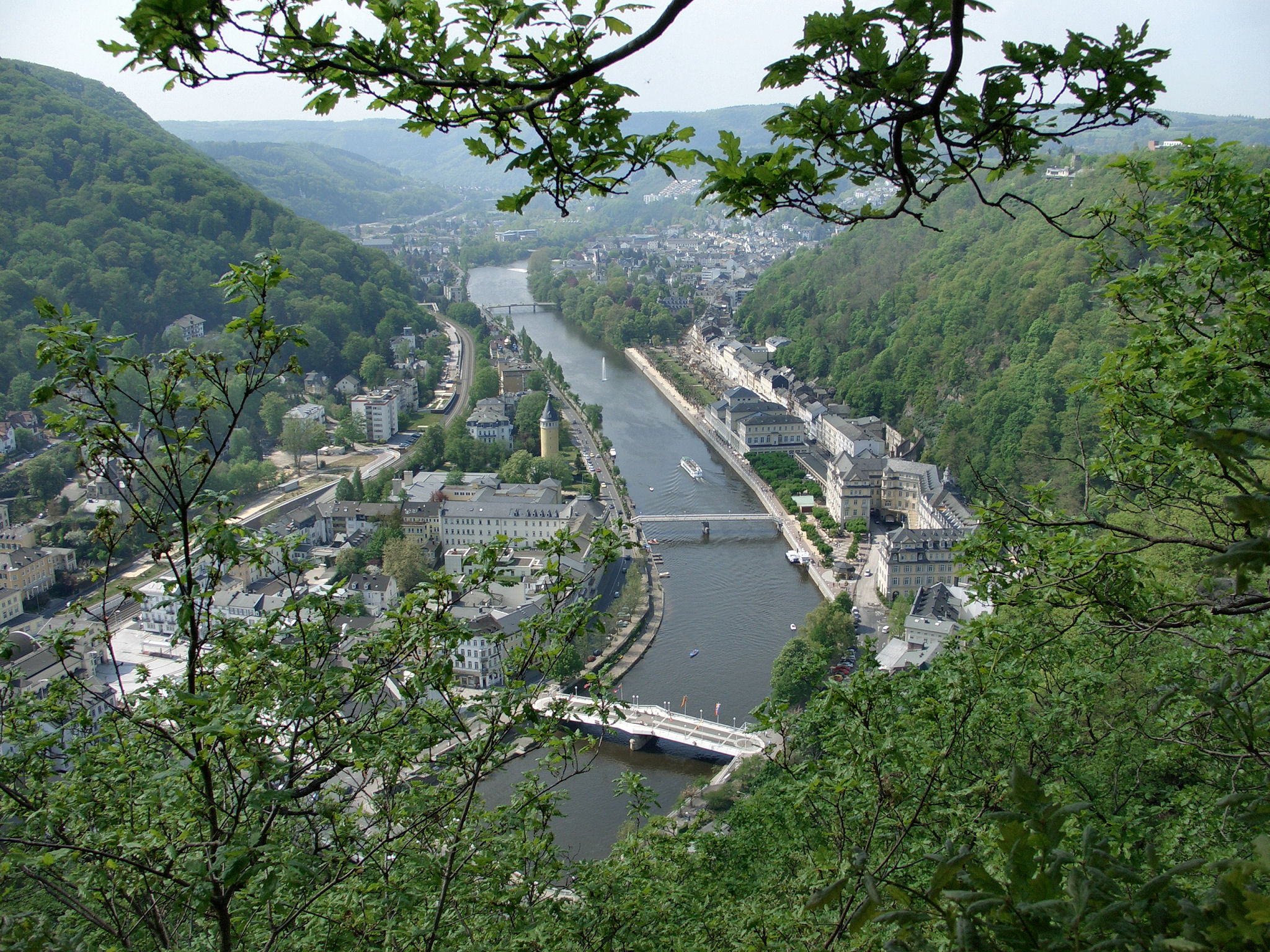
Bad Ems

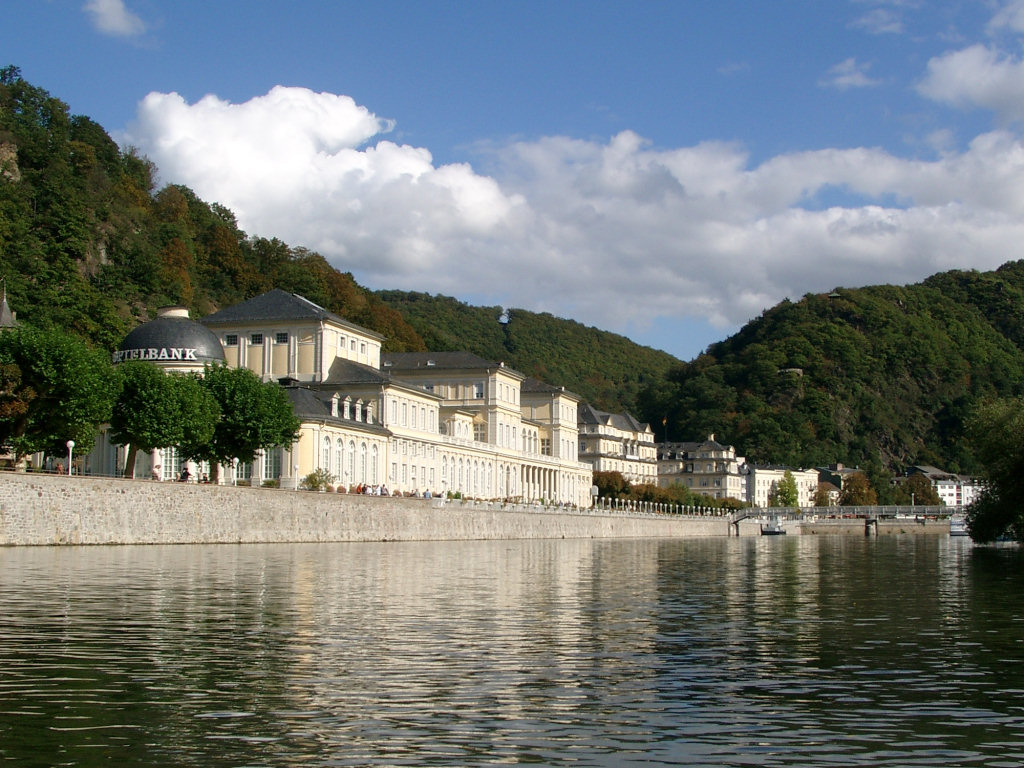
Bad Ems

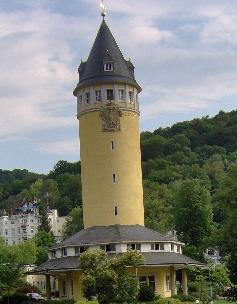
1907年に建てられた灯台

バート・エムス（Bad Ems）はドイツ連邦共和国の都市。ラインラント＝プファルツ州に属する。人口は約1万人。普仏戦争の契機となったエムス電報事件の舞台としても知られる。

## 地勢・産業
ラーン川沿いに位置する温泉保養地である。近隣の都市としては、約10キロ西にコブレンツ、55キロ南東にヴィースバーデンが位置している。

## 歴史
1324年に都市特権を獲得した。近世より温泉地として知られており、例えば ゲーテは、自伝『詩と真実』（Dichtung und Wahrheit）によれば、1772年 ラーン川沿いに旅をし、コブレンツに住む女流作家のゾフィー・フォン・ラ・ロシュ（Sophie von La Roche）の館を目指したが、その旅の途中エムスの温泉を楽しんでいる。19世紀になると、交通網の発展にともない各国君主が訪れた。この地でオットー・フォン・ビスマルクによって企てられたエムス電報事件は、1870年に勃発した普仏戦争の契機となった。

## 出身者
- ヨーゼフ・デーレンブルク（ジョゼフ・ドランブール） - 言語学者

## 姉妹都市
- ドロイトウィッチ・スパ、イギリス
- コーヌ＝クール＝シュル＝ロワール、フランス
- Blankenfelde-Mahlow、ドイツ

## 引用
1. ↑  Statistisches Landesamt Rheinland-Pfalz – Bevölkerungsstand 31. Dezember 2023, Landkreise, Gemeinden, Verbandsgemeinden
2. ↑  Gertrude Cepl-Kaufman / Antje Johanning: Mythos Rhein. Zur Kulturgeschichte eines Stromes. Darmstadt: Wissenschaftliche Buchgesellschaft 2003 (ISBN 3-534-15202-6), S. 43.